# 西蒙·玻利瓦尔大爱国极点
西蒙·玻利瓦尔大爱国极点（西班牙語：Gran Polo Patriótico Simón Bolívar），通称大爱国极点（Gran Polo Patriótico，缩写为GPP），是委内瑞拉的一个选举联盟，得名于委内瑞拉民族英雄西蒙·玻利瓦尔。该联盟成立于2011年，其成员主要是支持乌戈·查韦斯的21世纪社会主义实践的左翼政党。2020年，该联盟分裂出人民革命替代。该联盟由委内瑞拉统一社会主义党领导。该联盟的领袖是现任委内瑞拉总统马杜罗。

## 成员党
- 委内瑞拉统一社会主义党
- 争取变革联盟（英语：Alliance for Change (Venezuela)）
- 人民选举运动
- 真正革新组织（英语：Authentic Renewal Organization）
- 委内瑞拉绿党
- 大家的祖国
- 争取社会民主主义（英语：For Social Democracy）
- 实现有组织革命行动运动统一倾向
- 委内瑞拉人民团结
- 我们是委内瑞拉运动
- 未来委内瑞拉运动
- 爱上委内瑞拉党
- 争取大众加拉加斯政治运动
- 委内瑞拉革命潮流

## 前成员党
- 委内瑞拉共产党
- 网络党（英语：Networks Party）